# Préaux (Indre)
Préaux település Franciaországban, Indre megyében. Lakosainak száma 172 fő (2022. január 1.). Préaux Écueillé, Heugnes, Saint-Médard, Villegouin és Villedômain községekkel határos.

## Népesség
A település népességének változása:
| Lakosok száma | 378  | 249  | 227  | 166  | 160  | 161  | 161  | 166  | 168  | 172  |
|               | 1968 | 1982 | 1990 | 2006 | 2013 | 2015 | 2017 | 2019 | 2020 | 2022 |